# تیپ اونیل
تامس فیلیپ "تیپ" اونیل جونیور (به انگلیسی: Tip O'Neill؛ ۹ دسامبر ۱۹۱۲ – ۵ ژانویهٔ ۱۹۹۴) سیاستمدار آمریکایی و رئیس مجلس نمایندگان ایالات متحده آمریکا بود. اونیل لیبرال دمکراتی صریح الهجه و از اعضای بانفوذ مجلس نمایندگان ایالات متحده آمریکا بود، که به مدت ۳۴ سال نمایندگی بخش شمالی بوستون، ماساچوست را بر عهده داشت. او از سال ۱۹۷۷ تا زمان بازنشستگی‌اش در سال ۱۹۸۷ ریاست این مجلس را بر عهده داشت که تنها رئیس مجلسی شد که پنج دورهٔ کامل متوالی کنگرهٔ ریاست را بر عهده داشته و دومین دورهٔ طولانی ریاست را در تاریخ آمریکا پس از سم ریبرن داشته‌است.
وی همچنین جوایزی مانند نشان افتخار آزادی رئیس‌جمهوری را دریافت کرده‌بود.